# All or Nothing (album de Jay Sean)
All or Nothing este al treilea album din cariera cântărețului britanico-asiatic Jay Sean. Lansarea lui în statele Unite a fost programată 13 octombrie 2009, primul cântec promovat fiind „Down”.